# Maiden Voyage – Jungfernfahrt in den Tod
Maiden Voyage – Jungfernfahrt in den Tod (Originaltitel Maiden Voyage) ist ein US-amerikanischer Actionfernsehfilm aus dem Jahr 2004. Die Hauptrolle wird von Casper Van Dien verkörpert.

## Handlung
Kyle Considine arbeitet als Sicherheitsexperte in einer Versicherungsgesellschaft. Der als Mann der Extreme bekannte Considine, erhält als Nächstes den Auftrag bei einem Klienten, allgemeine Sicherheitsvorkehrungen zu treffen und die Alarmanlagen zu kontrollieren. Einer seiner Tests missglückt und es kommt zu einer Explosion, die einen Großteil des Anwesens zerstört. Sein Arbeitgeber zieht daraus Konsequenzen und beurlaubt ihn fristlos.
Im Urlaub wird er wieder reaktiviert, um ein Kreuzfahrtschiff, das zum ersten Mal den Seeweg von San Diego nach Mexiko befährt, auf die allgemeine Sicherheit zu prüfen. Diesen Auftrag nutzt er, um seinen Sohn Zach wieder näher zu kommen. Zum Übel der sonstigen Passagiere, gelingt es eine Gruppe von Terroristen das Schiff zu kapern. Gemeinsam mit der ehemaligen Polizistin Lynn Fabrizio versucht er, die Kontrolle über das Schiff zu bekommen. Die Lage spitzt sich zu, als die Terroristen Zach in ihre Gewalt bringen.

## Hintergrund
Der Film entstand an der Küste Neuseelands. In Deutschland startete der Film am 24. Februar 2005 in den Videoverleih.

## Rezeption
„‚Stirb langsam‘-Verschnitt für Arme, der eine sattsam vertraute Geschichte mühevoll über die Runden bringt.“

„Die Plotlöcher sind so groß wie Bullaugen.“

Actionfreunde befindet, dass der Film „an seiner generischen Story und seiner extrem langweiligen Optik“ krankt. Daher ist es auffallend, wenn die Geschichte an Tempo gewinnt. Kritisiert wird daher „wenn man glaubt, der Film nehme gerade richtig Fahrt auf, kommt garantiert ein nichtssagender Dialog um die Ecke“. Die Antagonisten werden als „farblos“ bezeichnet. Lediglich Casper Van Dien sticht positiv aus dem Cast hervor. Daher bleibt es bei nicht mehr „als ein langweiliger Actionfilmversuch, der ungeniert bei Stirb Langsam, Air Force One und Speed 2 klaut und noch nicht einmal das mäßige Niveau von letztgenanntem Film erreicht“. Final erreicht er zwei von zehn möglichen Punkten.
Im Audience Score, der Zuschauerwertung auf Rotten Tomatoes, konnte der Film bei mehr als 100 Stimmen eine Wertung von 7 % erreichen. In der Internet Movie Database hat der Film bei über 400 Stimmenabgaben eine Wertung von 3,8 von 10,0 möglichen Sternen.